# Pflichtfeuerwehr
Eine Pflichtfeuerwehr ist eine öffentliche Feuerwehr. Sie wird dann eingerichtet, wenn eine Freiwillige Feuerwehr nicht zustande kommt und deshalb der Brandschutz nicht gewährleistet werden kann. Es werden dann geeignete Personen (insbesondere dienstfähige und ausgebildete) zum Feuerwehrdienst verpflichtet. Der Feuerwehrdienst in der Schweiz ist in den meisten Kantonen eine Pflicht.

## Deutschland

### Geschichte
Geschichtlich betrachtet ist in Deutschland die Pflichtfeuerwehr der Vorläufer der Freiwilligen Feuerwehr. So ist beispielsweise belegt, dass die Stadt Meißen bereits im Mittelalter ein organisiertes Löschwesen hatte. Durch Anordnungen war jeder Bürger zu Hilfeleistung bei Bränden verpflichtet. Wer sich widersetzte, wurde entweder mit Haft oder Verbannung aus der Stadt bestraft.
Um das Jahr 1835 mussten nach Verordnung der Regierung des Herzogtums Nassau Pflichtfeuerwehren aufgestellt werden. So wurde jeder Mann vom 20. bis zum 60. Lebensjahr zum Feuerlöschdienst verpflichtet und hatte dreimal im Jahr zu einer Pflichtübung zu erscheinen. Ausgenommen waren Pfarrer, Ärzte und Lehrer. Die Mitglieder der Pflichtfeuerwehren wurden im Brandfall nicht immer mit den anfallenden Aufgaben fertig. Diese mangelhaften Zustände und die von Turnvater Jahn ausgehende deutsche Turnbewegung waren wesentliche Gründe, dass engagierte Bürger nach und nach Freiwillige Feuerwehren gründeten. Eine Pflichtfeuerwehr war auch in § 67 ff. der 1885 erlassenen Feuerpolizeiordnung der Provinz Westfalen vorgesehen. Ein historisches Beispiel ist die Pflichtfeuerwehr in Obertiefenbach (1835 bis 1936), dem Hauptort der heutigen Gemeinde Beselich, in dem die Pflichtfeuerwehr auch während der seit 1880 gleichzeitig bestehenden örtlichen Freiwilligen Feuerwehr aufrechterhalten wurde.

### Organisation
Welche Person herangezogen werden kann, regeln heute die jeweiligen Landesgesetze. Beispielsweise kann dies jeder Einwohner vom 18. bis zum 63. Lebensjahr sein. Bestimmte Gruppen können von der Dienstpflicht ausgeschlossen sein, dazu können gehören: Polizeivollzugsbeamte, Angehörige der Bundeswehr, Angehörige der Bundespolizei, Forstbeamte sowie aktive Angehörige einer anderen im Katastrophenschutz mitwirkenden Organisation oder Einrichtung sowie diejenigen, die einen Ablehnungsgrund für ein kommunales Ehrenamt geltend machen können. Ausschlussgrund kann auch der Gesundheitszustand sein.
Als gesetzliche Grundlage dienen die Landesfeuerwehrgesetze.
Es kommt heute relativ selten vor, dass eine Gemeinde gezwungen ist, eine Pflichtfeuerwehr aufzustellen. In der jüngeren Vergangenheit wurde dieser Schritt beispielsweise notwendig, wenn ein Großteil der Feuerwehrleute aus Protest aus der Freiwilligen Feuerwehr ausgetreten war. In der Zukunft könnte die Aufstellung von Pflichtfeuerwehren wieder erforderlich werden, denn viele Feuerwehren sind am Tage während der Kernarbeitszeit oft nicht ausreichend besetzt. Dies geschieht aufgrund der weiten Fahrtstrecken der Feuerwehrangehörigen zu ihren Arbeitsplätzen oder Arbeitgebern, die ihre Mitarbeiter trotz eindeutiger gesetzlicher Regelungen (vgl. z. B. § 20 BHKG) nicht für den Einsatz freistellen. Hinzu kommt der demografische Wandel.
In einigen Ländern – so zum Beispiel in Schleswig-Holstein – wird die Pflichtfeuerwehr als eigenständige Organisationsform angesehen. Andere Bundesländer wie Baden-Württemberg kennen den Begriff der Pflichtfeuerwehr im Landesrecht gar nicht und stellen dienstverpflichtete Feuerwehrangehörige den Angehörigen einer Freiwilligen Feuerwehr gleich. Die Feuerwehr, die mit Dienstverpflichteten arbeitet, trägt dann auch die Bezeichnung „Freiwillige Feuerwehr“ (außer in dem Fall, dass die Feuerwehr daneben eine Abteilung Berufsfeuerwehr führt; dann ist die Bezeichnung beschränkt auf „Feuerwehr“).
Sowohl eine Feuerwehrdienstpflicht nur für Männer als auch eine Feuerwehrabgabe als Ersatzleistung verstößt mit Beschluss des Bundesverfassungsgerichts vom 24. Januar 1995 (Az.: BvR 403 u. 569/94) gegen das Diskriminierungsverbot nach Art. 3 Abs. 3 GG. Zudem liege das Feuerlöschen im Interesse der Allgemeinheit, wofür nur allgemeine Steuern heranzuziehen seien.

### Altersgrenzen
Die Verpflichtung von Personen ist auf je nach Bundesland auf einen festgelegten Altersbereich beschränkt. Nachstehend sind dem länderspezifischen Altersbereich die jeweilige Verlinkung auf betreffende Internetseiten zugeordnet.
| Bundesland             | Altersbereich | Quelle |
| ---------------------- | ------------- | --- |
| Baden-Württemberg      | 18–50         | https://www.landesrecht-bw.de/bsbw/document/jlr-FeuerwGBW2010rahmen |
| Bayern                 | 18–60         | https://www.gesetze-bayern.de/Content/Document/BayFwG-13 |
| Berlin                 | –             | – |
| Brandenburg            | 18–67         | https://bravors.brandenburg.de/gesetze/bbgbkg |
| Bremen                 | 18–45         | https://www.transparenz.bremen.de/metainformationen/bremisches-hilfeleistungsgesetz-bremhilfeg-vom-21-juni-2016-184267?asl=bremen203_tpgesetz.c.55340.de&template=20_gp_ifg_meta_detail_d#jlr-HilfeGBR2016pG6 |
| Hamburg                | –             | – |
| Hessen                 | 18–50         | https://nfv-112.org/aktuelles/4227-hessen-24-07-2023.html |
| Mecklenburg-Vorpommern | 18–55         | https://www.landesrecht-mv.de/bsmv/document/jlr-Brand_TechHLGMV2015pP13 |
| Niedersachsen          | 18–55         | https://www.nlbk.niedersachsen.de/download/48312/Niedersaechsisches_Brandschutzgesetz_NBrandSchG_.pdf |
| Nordrhein-Westfalen    | 18–60         | https://www.bezreg-muenster.de/de/ordnung_und_sicherheit/brandschutz/index.html |
| Rheinland-Pfalz        | 18–60         | https://www.swr.de/swraktuell/rheinland-pfalz/zwangsverpflichtung-bei-der-feuerwehr-100.html |
| Saarland               | 18–50         | https://recht.saarland.de/bssl/document/jlr-BrandTHKatSchGSLV9P12 |
| Sachsen                | 18–55         | https://www.revosax.sachsen.de/vorschrift_gesamt/3091/37145.pdf |
| Sachsen-Anhalt         | 18–55         | https://ibk-heyrothsberge.sachsen-anhalt.de/fileadmin/Bibliothek/Politik_und_Verwaltung/MI/IDF/IBK/Dokumente/Service/Downloads/Aus-_und_Fortbildung/SGA_2018/BrSchG.pdf                                       |
| Schleswig-Holstein     | 18–50         | https://www.gesetze-rechtsprechung.sh.juris.de/bssh/document/jlr-BrandSchGSHV11P16 |
| Thüringen              | 18–60         | https://www.mdr.de/nachrichten/thueringen/sued-thueringen/sonneberg/feuerwehr-nachwuchs-ruhestand-zwangsverpflichtung-lauscha-100.html                                                                        |

### Beispiele

#### Aktuell bestehende Pflichtfeuerwehren
- Feuerwehr Burg (Dithmarschen) in Schleswig-Holstein (nach Massenaustritt seit 2009 Pflichtfeuerwehr)[5]
- Feuerwehr Grömitz in Schleswig-Holstein (seit 2018 Pflichtfeuerwehr; Stand 2025 keine verpflichteten Bürger)[6][7][8]

#### Seit der Jahrtausendwende vorübergehend bestandene Pflichtfeuerwehren
- Feuerwehr Malchow in Mecklenburg-Vorpommern im Jahr 2006
- Feuerwehr Kusel in Rheinland-Pfalz im Jahr 2009 zeitweise eine Pflichtfeuerwehr[9]
- Feuerwehr List auf Sylt in Schleswig-Holstein (von 2005 bis 2023 Pflichtfeuerwehr)[10][5][11]
- Feuerwehr Pietzpuhl in Sachsen-Anhalt von 2007[12] bis 2010[13]
- Feuerwehr Friedrichstadt in Schleswig-Holstein (von April 2016 bis Januar 2025 Pflichtfeuerwehr)[14][5][15]
- Feuerwehr Neumünster in Schleswig-Holstein vom 23. März 2018 bis 28. August 2018[16][17]
- Feuerwehr Helsa in Hessen (nach Massenaustritt von Februar 2021[18] bis April 2022[19] Pflichtfeuerwehr)

### Androhung, zu einer Pflichtfeuerwehr zu werden
- Feuerwehr Schonstett in Bayern vermutlich ab dem 1. Januar 2023.[20] Nach Zusicherung eines neuen Feuerwehrhauses bis Einweihung 2025.[21]
- Bad Kreuznach – Altenbamberg nur fünf Mitglieder der Einsatzabteilung; die Nachbargemeinden erreichen nicht im Rahmen der Hilfsfrist den Ort.[22]

### Durchsetzbarkeit der Dienst- und Hilfeleistungsverpflichtung
Die gesetzlichen Regelungen zu den Dienst- und Hilfeleistungsverpflichtungen im Bevölkerungsschutzrecht schaffen grundsätzlich die notwendige Rechtsgrundlage für die rechtsverbindliche Anordnung der entsprechenden Handlungen. Die gesetzliche Rechtspflicht zu Dienst- und Hilfeleistungen wird im Einzelfall durch den behördlichen Verpflichtungsakt konkretisiert, so dass der Adressat im Grundsatz zur Befolgung verpflichtet ist. Dennoch bedarf es darüber hinausgehender rechtlicher Instrumente, um bei Verweigerungen die Durchsetzung der Pflichten zu gewährleisten. Hierzu kommen Vollstreckungs- und Sanktionierungsmittel in Betracht.

#### Vollstreckung
Die Bindungswirkung von Heranziehungsanordnungen wird durch einen etwaigen Widerspruch des Adressaten nicht gehemmt. Zwar entfalten Widersprüche grundsätzlich nach § 80 Abs. 1 S. 1 VwGO aufschiebende Wirkung, allerdings entfällt diese in Fällen, in denen die sofortige Vollziehung im öffentlichen Interesse oder im überwiegenden Interesse eines Beteiligten von der Behörde, die den Verwaltungsakt erlassen oder über den Widerspruch zu entscheiden hat, besonders angeordnet wird. Diese Entscheidung hat die Behörde grundsätzlich schriftlich zu begründen. Jedoch bedarf es einer besonderen Begründung nach § 80 Abs. 3 S. 2 VwGO nicht, wenn die Behörde bei Gefahr im Verzug, insbesondere bei drohenden Nachteilen für Leben, Gesundheit oder Eigentum vorsorglich eine als solche bezeichnete Notstandsmaßnahme im öffentlichen Interesse trifft. Dies kommt insbesondere bei der Heranziehung von Personen zu Hilfeleistungen im Einzelfall in Betracht. Bei der Begründungspflicht wird es allerdings in der Regel im Falle der Dienstverpflichtung bleiben.
Von der Abwendung einer aufschiebenden Wirkung ist die Vollstreckung zu unterscheiden. An dieser Stelle zeigt sich, dass die rechtlichen Möglichkeiten zur Durchsetzung der Verpflichtungsanordnung faktisch beschränkt sind. Da die individuelle Verpflichtung nur von dem Adressaten selbst vorgenommen werden kann und nur vom Willen des Pflichtigen abhängt, stellt sie eine unvertretbare Handlung i. S. d. Verwaltungsvollstreckungsrechts dar. Folglich sind die Vollstreckungsoptionen der Behörden auf die Anordnung, Festsetzung und Vollziehung eines Zwangsgelds begrenzt. Als letztes Mittel kann das Verwaltungsgericht auf Antrag der zuständigen Behörde und nach Anhörung des Pflichtigen durch Beschluss Ersatzzwangshaft anordnen, wenn bei Androhung des Zwangsgeldes hierauf hingewiesen worden ist und das Zwangsgeld uneinbringlich ist. Eine tatsächliche Erzwingung von realen Dienst- und Hilfeleistungen ist somit faktisch und rechtlich nicht möglich. Sofern sich der Verpflichtete zur Umsetzung seiner Pflicht weigert, kann er nur mithilfe der benannten Maßnahmen zur Handlung angehalten werden, ohne dass jedoch im Falle einer Totalverweigerung die tatsächliche Erfüllung der Pflichten mit Sicherheit erreicht werden kann. Schließlich ist zu berücksichtigen, dass durch den Vorbehalt der Zumutbarkeit der Durchsetzbarkeit von Dienst- und Hilfeleistungsverpflichtungen Grenzen gesetzt sind. Im Falle der im Einzelfall Herangezogenen kommt dies expressis verbis in den gesetzlichen Regelungen zum Ausdruck: Eine Heranziehung und folglich auch eine Vollstreckung von Hilfeleistungen ist im Falle der Eigengefährdung ausgeschlossen. Da es de lege lata an einer hinreichenden Rechtsgrundlage für die Dienstpflicht zur Aufgabenerfüllung unter Eigengefährdung mangelt, scheidet auch die Erzwingung von Maßnahmen durch Dienstverpflichtete unter Eigengefährdung aus. Insofern können sich Effektivitätshindernisse im Bevölkerungsschutz dann ergeben, wenn das Personal unfreiwillig verpflichtet wird und es an einer Bereitschaft zur konsequenten und erforderlichen Aufgabenerfüllung mangelt.

#### Sanktionierung
Die Bindungswirkung der Heranziehungsanordnungen kann grundsätzlich durch eine ordnungswidrigkeits- und strafrechtliche Sanktionierung von Weigerungen untermauert werden. Hierzu finden sich in den Brand- und Katastrophenschutzgesetzen der Bundesländer Regelungen, nach denen die vorsätzliche oder fahrlässige Nichtbefolgung von Verpflichtungen zu Dienst- und Hilfeleistungen eine Ordnungswidrigkeit darstellt. Folgerichtig sind Sanktionen in Gestalt von Geldbußen möglich.
Des Weiteren kommt auch eine strafrechtliche Sanktionierung in Betracht, da die unterlassene Hilfeleistung nach § 323c StGB unter Strafe steht. Danach kann mit Freiheitsstrafe bis zu einem Jahr oder mit Geldstrafe bestraft werden, wer bei Unglücksfällen oder gemeiner Gefahr oder Not nicht Hilfe leistet, obwohl dies erforderlich und ihm den Umständen nach zuzumuten, insbesondere ohne erhebliche eigene Gefahr und ohne Verletzung anderer wichtiger Pflichten möglich ist.

## Österreich
In der Geschichte der Österreichisch-Ungarischen Monarchie spielten Pflichtfeuerwehren eine nicht unbedeutende Rolle im Brandschutz. So gab es Pflichtfeuerwehren in manchen Gebieten der Monarchie in bedeutender Anzahl. Das Verhältnis um das Jahr 1900 zwischen Freiwilligen zu Pflichtfeuerwehren war etwa zwei zu eins. Vor allem in der ungarischen Reichshälfte und in Galizien herrschten Pflichtfeuerwehren vor.
In der Gegenwart gibt es in Österreich keine Pflichtfeuerwehren. Den Feuerwehrgesetzen einzelner Bundesländer entsprechend kann der Bürgermeister jeden Einwohner einer Gemeinde heranziehen, der geeignet ist, einer Pflichtfeuerwehr anzugehören. Ein Überblick über die Regelungen der einzelnen Bundesländer, falls eine Freiwillige Feuerwehr zu wenige Mitglieder hat oder aus anderen Gründen nicht zustande kommt:
- Burgenland: Das Feuerwehrgesetz 2019 sieht keine Pflichtfeuerwehren vor.
- Kärnten: Durch einen Beschluss des Gemeinderates kann gemäß § 3 Kärntner Feuerwehrgesetz ein Brandschutzdienst errichtet werden, zu dem Gemeindebürger verpflichtend herangezogen werden. Ein Brandschutzdienst ist teilweise den Freiwilligen Feuerwehren gleichgestellt, so verfügt er über einen dem Feuerwehrkommandanten gleichgestellten Leiter und muss regelmäßig Übungen abhalten (§ 44).
- Oberösterreich: Das aktuell geltende Oberösterreichische Feuerwehrgesetz 2015 sieht keine Pflichtfeuerwehren vor.
- Salzburg: § 18 Salzburger Feuerwehrgesetz 2018 sieht die Gründung einer Pflichtfeuerwehr für den Fall vor, dass eine Freiwillige Feuerwehr nicht zustande kommt und eine Berufsfeuerwehr nicht besteht. Die Feuerwehrmitglieder werden durch die Gemeinde verpflichtet. Die Organisation wäre im Bedarfsfall in Anlehnung der für Freiwillige Feuerwehren zu regeln.
- Steiermark: Das aktuell geltende Steiermärkische Feuerwehrgesetz sieht Pflichtfeuerwehren nicht vor.
- Niederösterreich: Die Regelung bezüglich eines verpflichtenden Dienstes wurde im Jahr 2000 aus dem Feuerwehrgesetz gestrichen.
- Tirol: Nach § 5 Landes-Feuerwehrgesetz muss in Gemeinden ohne Berufsfeuerwehr, in denen es nicht gelingt, durch freiwilligen Beitritt der Gemeindebewohner Freiwillige Feuerwehren zu bilden, der Gemeinderat die Bildung einer Pflichtfeuerwehr beschließen. Der Bürgermeister muss Gemeindebürger im Alter zwischen dem 18. bis zum vollendeten 50. Lebensjahr für die Pflichtfeuerwehr auswählen. Ausgenommen sind Bundes- und Landesbedienstete, wenn ihre Dienstbehörde der Bestellung nicht zustimmt, Mitarbeiter von Verkehrs- und Versorgungsunternehmen sowie Religionsdiener aller gesetzlich anerkannten Kirchen und Religionsgesellschaften.[24]
- Vorarlberg: § 36 Feuerpolizeiordnung sieht vor, dass die Ortsfeuerwehr in der Regel aus Freiwilligen gebildet wird. Jedoch für den Fall, dass die vorgeschriebene Mindeststärke der Ortsfeuerwehr so nicht erreicht werden kann, hat der Bürgermeister weitere Personen zum Feuerwehrdienst zu verpflichten. Dabei ist vorgesehen, dass nur männliche Gemeindebürger mit ständigem Wohnsitz in der Gemeinde im Alter zwischen dem 18. bis zum vollendeten 60. Lebensjahr verpflichtet werden können. Pro Haushalt muss der Hausbesitzer den Dienst durchführen; jüngere Bewohner sind älteren Bewohnern vorzuziehen. Ausdrücklich ausgenommen sind Gemeindebürger, die außerhalb der Gemeinde arbeiten. Befreit sind Angehörige des Heeres, des Gesundheitswesens, der Polizei sowie Seelsorger.[24]
- Wien: Das gesamte Wiener Stadtgebiet wird von der Berufsfeuerwehr Wien betreut. Ergänzend bestehen Freiwillige Feuerwehren, eine Verpflichtung zum Feuerwehrdienst ist nicht vorgesehen.

Diese Regelungen sind in Österreich, wenn vorhanden, in der Praxis unbedeutend, da die meisten Gemeinden den Brandschutz mit Freiwilligen Feuerwehren bzw. in wenigen Großstädten mit Berufsfeuerwehren abdecken. In manchen Bundesländern wird die Gründung einer Pflichtfeuerwehr auch dann hinfällig, wenn die Feuerwehr einer Nachbargemeinde die Aufgaben übernimmt, wie beispielsweise die Freiwillige Feuerwehr der Gemeinde Pöllau den Brandschutz allen Orten im gesamten Tal verantwortet. Einzig im Tiroler Ort Spiss gab es im Jahr 2012 kurzzeitig die Überlegung, eine Pflichtfeuerwehr einzurichten, da es wegen Unstimmigkeiten zu einem Massenaustritt kam.

## Schweiz
Das politische System in der Schweiz wird in vielen Bereichen vom Milizprinzip geprägt, daher besteht grundsätzlich die Feuerwehrdienstpflicht für jedermann, egal ob Mann oder Frau – Schweizer oder nicht. Im Gegensatz zu Deutschland und Österreich ist die Pflichtfeuerwehr, in der Schweiz Miliz-Feuerwehren genannt, mit einigen Ausnahmen der Normalzustand. Derzeit gibt es ca. 1'200 Feuerwehrkorps und ca. 78'000 Feuerwehrleute, davon dienen nur ca. 1'200 Personen in Berufsfeuerwehren. Es gibt jedoch Ausnahmen, z. B. in den Kantonen Zug und Zürich und in den Orten, wo Berufsfeuerwehren existieren. Findet eine Feuerwehr nicht genügend Leute, die ohne Zwang («freiwillig») den Dienst leisten möchten, kann sie Zwangsrekrutierungen durchführen. Diese sind jedoch nicht sehr beliebt, da die so rekrutierten Feuerwehrleute in der Regel weniger motiviert sind und die Feuerwehr oftmals bald wieder verlassen (müssen).
Wer keinen Feuerwehrdienst leistet, hat eine Feuerwehr-Ersatzabgabe zu bezahlen. Diese wird zusammen mit der Gemeindesteuer eingezogen.
Im Kanton Solothurn ist die Dienstpflicht folgendermaßen umschrieben:
1. Männer und Frauen sind in der Wohnsitzgemeinde feuerwehrdienstpflichtig.
2. Die Feuerwehrdienstpflicht besteht in der persönlichen Leistung des Feuerwehrdienstes oder in der Bezahlung der Ersatzabgabe. Über die Art der Dienstpflicht entscheiden die für die Aushebung und Einteilung der Dienstpflichtigen zuständigen Gemeindebehörden. (...)

Arbeitsweise der Milizfeuerwehren
Die Miliz-Feuerwehrleute gehen ganz normal ihren Berufen nach und sind nur bei Übungen und Einsätzen in der Feuerwehr tätig. Als letzte Vorstufe zu einer Berufsfeuerwehr rangiert eine Miliz-Stützpunktfeuerwehr mit Polizeilöschpikett. Dabei rückt zuerst eine Gruppe speziell ausgebildeter Polizisten zum Einsatzort aus, während die Feuerwehr erst kurze Zeit später eintrifft. In besonderen Situationen (Großanlässe, Demonstrationen etc.) muss die Feuerwehr den Pikettdienst übernehmen. Für die betroffenen Feuerwehrleute ist dies fast wie eine «Berufsfeuerwehr».

## Zum Begriff von Pflicht und Zwang
Der Begriff Pflicht wird oft mit Zwang gleichgesetzt oder auch so empfunden. Zwangsarbeit ist durch verschiedene internationale Übereinkommen grundsätzlich verboten. Bestimmte verpflichtende Dienste sind jedoch innerhalb definierter Grenzen von diesem Verbot ausgenommen. Sie bildet beispielsweise einen Ausnahmetatbestand im Übereinkommen über Zwangs- und Pflichtarbeit der Internationalen Arbeitsorganisation (ILO) aus dem Jahr 1930 und in Art. 4 der Europäischen Menschenrechtskonvention.

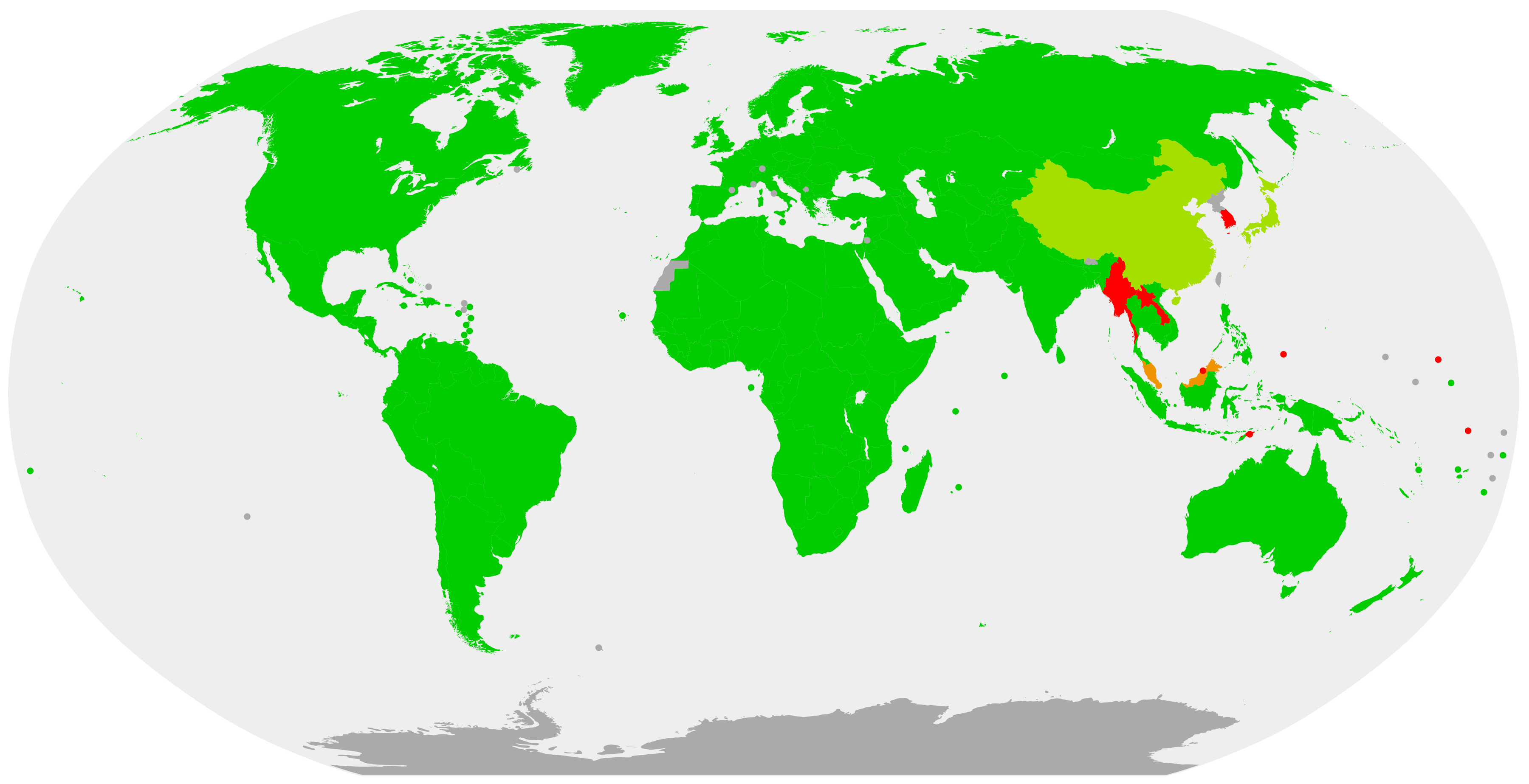
Unterzeichnerstaaten der ILO-Konvention zur Abschaffung der Zwangsarbeit von 1957

Folgende Pflichtdienste gelten nicht als Zwangsarbeit:
- ein Pflichtdienst beim Militär, den damit verbundenen Wehrersatzdiensten wie dem Zivildienst sowie bei militärähnlichen oder paramilitärischen Einrichtungen,
- übliche Bürgerpflichten, wie der verpflichtende Dienst bei einer Pflicht- oder Milizfeuerwehr,
- die Arbeit im Strafvollzug,[30]
- notwendige Arbeiten in Fällen höherer Gewalt, zum Beispiel verpflichtende Aufräumarbeiten nach Naturkatastrophen (Deichhilfe) oder die zivile Dienstpflicht von bestimmten Berufsgruppen, wie zum Beispiel Ärzten, Lkw-Fahrer etc. in wirtschaftlichen Ausnahmesituationen,
- Arbeit, die dem unmittelbaren Wohl der Gemeinschaft dient, wie zum Beispiel Hand- und Spanndienste in kleinen Gemeinden.[31][32]